# 隗仁
隗仁（?—?），五胡十六国时期北凉将领。
隗仁仕于沮渠蒙逊，初拜沮渠汉平的司马。415年，西秦国王乞伏炽磐统率三万大军袭击湟河，沮渠汉平抵抗，派隗仁连夜击败乞伏炽磐。乞伏炽磐打算带兵回师，沮渠汉平的长史焦昶、将军段景暗中引乞伏炽磐来攻，乞伏炽磐于是挥师再攻，焦昶、段景劝说沮渠汉平出降。隗仁带领一百壮士据南门楼，坚决不降。西秦三天也没有攻下，最后隗仁精疲力尽，寡不敌众，被乞伏炽磐抓获。乞伏炽磐打算杀了隗仁，被段晖阻止。于是，把他囚禁起来。隗仁被囚五年不变节。段晖又为他求情，乞伏炽磐赦免了他，让他回姑臧。当时誉为凉之苏武。沮渠蒙逊任命他为高昌太守，为政有威惠。但是颇以爱财为失。